# اندیس چاه خربزه
چاه خربزه یک اندیس فلزی است که در حوالی شهر کبودان استان اصفهان قرار دارد و مادهٔ معدنی موجود در آن، طلا است.  